# Selknam

Mapa que muestra la ubicación de los selknams en la Patagonia Austral.

Los selk'nams u onas son un pueblo indígena de América originario de la isla Grande de Tierra del Fuego (Kárwkènká en lengua selknam), ubicada en el extremo austral de América del Sur, en territorios que hoy pertenecen a Argentina y Chile.
Tradicionalmente, los selk´nams eran un pueblo nómada terrestre, dedicado a la caza y la recolección. A principios del siglo XX, fueron víctimas de un genocidio impulsado por ganaderos, misioneros salesianos y agentes estatales de Argentina y Chile. Este proceso, junto con la transculturación forzada y la dispersión de la población —incluyendo la venta de niños en puertos continentales—, llevó a la extinción de su lengua durante varias décadas y a la invisibilización de sus sobrevivientes.
En la actualidad, comunidades selk'nams han emprendido un proceso de recuperación cultural y revitalización lingüística. El Censo Nacional de Población de Argentina de 2010, 2.761 personas se autorreconocieron como selk´nam, de las cuales 294 residían en la provincia de Tierra del Fuego, Antártida e Islas del Atlántico Sur. En Chile, el censo de 2017 registró 1.144 personas que se identificaron como selk'nam, distribuidas en diversas regiones del país.

## Etimología
Selknam, selk'nam, shelknam era la denominación que se daban ellos mismos, mientras que el término ona proviene del idioma yagán.
La palabra ona proviene de un término de los yaganes, que habitaron el sur de la isla, cuyo significado se refiere al Norte. Así, ellos llamaban a la Isla Grande Ona-sin ('país del Norte'; lit. 'Norte-país'), y al canal Beagle Ona-shaga ('canal del Norte'; lit. 'Norte-canal'). Lola Kiepja, a quien se la consideró «la última persona que vivió en la tradición selk'nam», creía que ona era una palabra inglesa, porque los ocasionales turistas de habla inglesa que llegaban para fotografiarla en la reserva donde ella vivía usaban esta palabra al hablarle o al hablar de ella.

## Origen
Son parientes muy cercanos de los aonikenks —también llamados tehuelches o patagones—, que habitaban en la Patagonia, al norte del estrecho de Magallanes. Con ellos tenían una notable semejanza física, de lenguaje y de costumbres. Los varones eran altos, con una talla media de 1,80 m, musculosos, corpulentos, anchos de hombros, de tez bronceada y de gran agilidad lo que les permitía tener éxito en la caza. Las mujeres eran más bajas y tendientes a aumentar de peso. Surgieron en el sector norte de la isla, actual Chile, y desplazaron por fuerza a los haush hacia el sudeste desde el siglo XIV.

Estoy convencido de que los onas y los aush provenían de los tehuelches del Sur de Patagonia, pero los aush llegaron a la Tierra del Fuego mucho antes que los onas (...) Había ciertamente mucha más diferencia entre el aush y el ona que entre este último y el idioma de los tehuelches. Creo que al principio los aush ocuparon toda la región, y se tuvieron que contentar con la punta Sudeste, de clima húmedo y plagada de ciénagas y espesos matorrales. Confirma mi teoría el hecho de que en la tierra ocupada por los onas existen nombres de lugares que no tienen significado en su idioma; son en realidad palabras que sólo tienen significado en el idioma aush.

El último confín de la Tierra de Lucas Bridges (1948).

## Historia

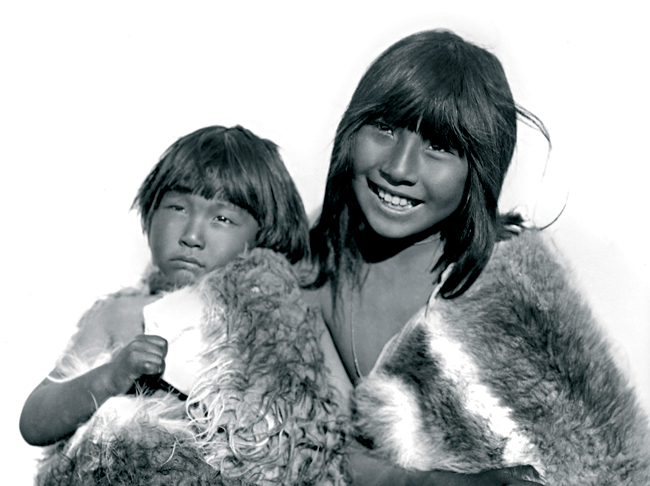
Niños selknams; fotografía de 1898 del libro Genocidio selknam.

Según sus propias tradiciones y las evidencias lingüística y geológica los primeros selk'nams —y los haush estrechamente emparentados con ellos— fueron tehuelches de la Patagonia meridional que se habrían instalado en la isla Grande de Tierra del Fuego.
Los selknams y los haush compartían la isla con dos pueblos canoeros (nómadas marinos): los kawésqares y los yaganes, de contextura física, lengua y costumbres muy diferentes. Los selknams habitaban principalmente el norte y centro de la isla, mientras que los haush estaban localizados en el sureste, en la península Mitre en la época en que tuvieron contacto con los europeos. Aunque fueron vistos en 1520 por los españoles de Hernando de Magallanes cuando descubrió el estrecho que lleva su nombre y vio las fogatas de los indígenas que motivaron el nombre del territorio, su primer contacto personal registrado con los europeos fue el protagonizado por Pedro Sarmiento de Gamboa en 1580.
Posteriormente, los contactos continuaron en forma esporádica hasta inicios de la década de 1880, fecha en que Argentina y Chile comenzaron a ejercer su soberanía sobre la Tierra del Fuego. 

### Genocidio selk'nam

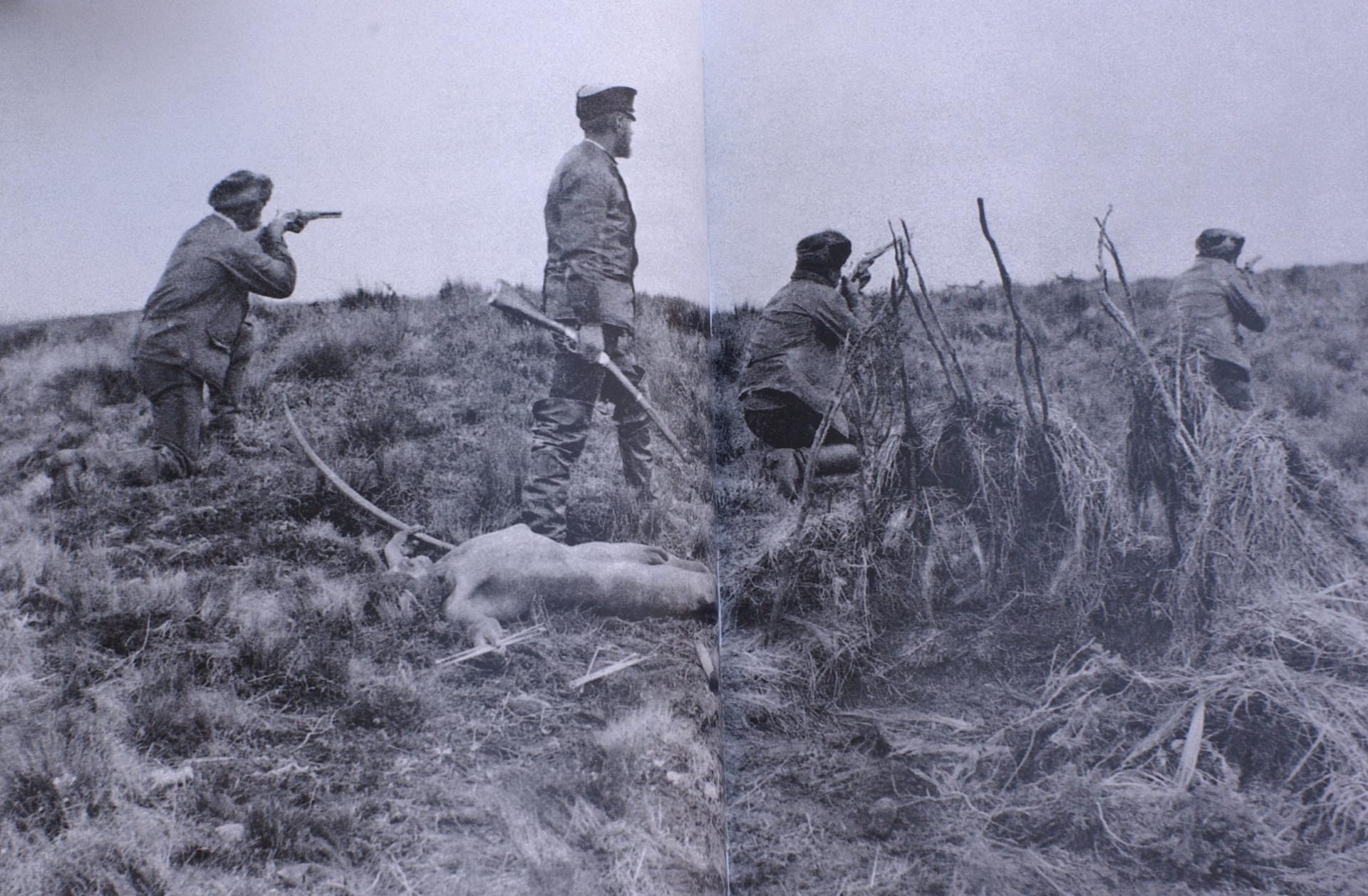
Julio Popper en una de sus «cacerías». A sus pies, yace un ona muerto. La foto corresponde a un álbum que Popper obsequió al presidente Juárez Celman.

Hacia fines del siglo XIX, y tras la firma del tratado de 1881 que dividió Tierra del Fuego entre Chile y Argentina, comenzó la llegada a la zona de buscadores de oro como Julius Popper, grandes estancieros y sacerdotes salesianos, con concesiones de tierras otorgadas por ambos países. Para entonces se ha calculado que existía una población de entre 4000 y 5000 selk'nam. En 1883 comenzó la explotación ganadera con la concesión por parte del gobierno chileno de las primeras estancias a particulares y en 1887 llegaron los mineros en busca de oro al sector norte de la isla. En 1888 se estableció una misión salesiana en isla Dawson con el propósito de evangelizar y civilizar a los indígenas. 
La expansión ovina significó el inicio de la resistencia selk'nam a la colonización, destruyendo cercados y robando o matando ovejas. Las grandes estancias contrataron a "cazadores de indios", en su mayoría británicos, para asesinar o capturar a las familias indígenas. 
Julio Popper tuvo varios enfrentamientos con los selknams, y se fotografió con las «piezas cobradas». Capataces y peones ingleses, escoceses, irlandeses e italianos, fueron los «cazadores de selk'nams» que, como Mac Lennan o el «Chancho Colorado», administrador de las estancias de José Menéndez Menéndez, su patrón, pusieron el precio de una libra por testículos y senos y media libra por cada oreja de niño. Otro testimonio referido a los aborígenes que ahogaron entre la marea y los fusiles en Cabo Peña dice: 

Esos los hizo matar Chancho colorado, Mc Lennan el verdadero nombre, administrador otro, son tres, Sam Ishlop y Stewart, algo de malvinero por ahí. Que yo sé, que más o menos que los conozco por mi mamá que los nombró a todos… y hay varios más que yo no me acuerdo
Federico Echelaite o Echeline, de madre selknam y padre noruego, falleció en 1980 a la edad de 75 años; 
transcrito de la película Los Onas, vida y muerte en tierra del fuego, A. Montes, A. Chapman y J. Prelorán.

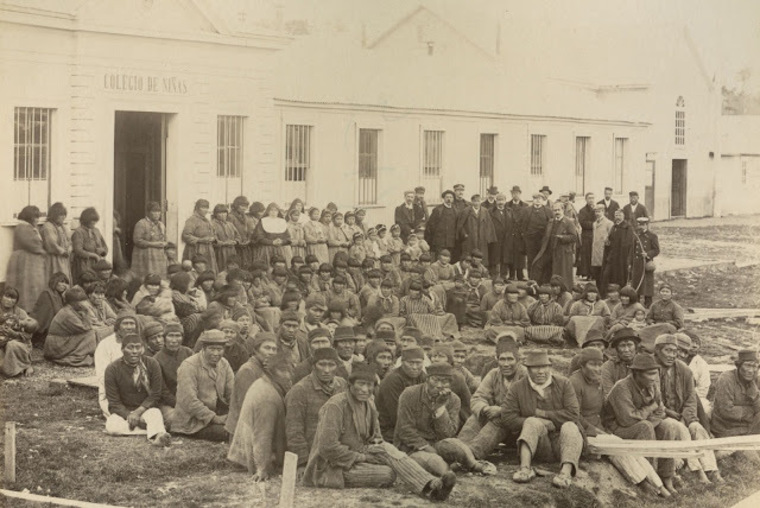
Últimos selknams en 1896, en Puerto Harris, isla Dawson.

En 1891 la población había disminuido a no más de 2000 personas. En 1893 se estableció la misión salesiana La Candelaria, en lo que sería a partir de 1921 la ciudad de Río Grande, también con afán civilizador y evangelizador de la población indígena.En 1895 los estancieros llegaron a un acuerdo con la misión salesiana de isla Dawson, le pagarían una libra esterlina por cada indígena recluido en la misión, donde las enfermedades exógenas y especialmente la tuberculosis acabaron con la mayoría de los internados. Con los años, más de 800 selknams llegaron a isla Dawson muriendo la mayoría por el cambio de estilo de vida al sedentarismo ocioso y las enfermedades. 
De los 4000 de 1880 apenas quedaban 500 hacia 1905. Para entonces la matanza casi había cesado. Los pocos que quedaron luego sucumbieron por las enfermedades introducidas.

### Aculturización y proceso de recuperación

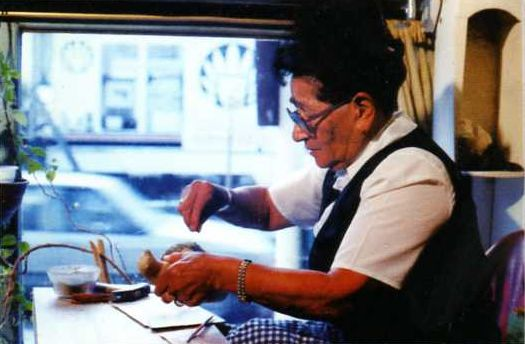
Enriqueta Gastelumendi (1913-2004) fue una de los últimos descendientes directos del pueblo selknam, hija de madre selknam y padre vasco.

Las sociedades que emergieron del genocidio en la Patagonia austral cubrieron con un manto de silencio la participación de distintos actores el proceso, dieron por extintos a los pueblos indígenas y negaron su significación histórica. En 1974 murió Ángela Loij, quien había conocido el modo de vida nómada en su juventud, en la parte argentina de la isla Grande de Tierra del Fuego formando la comunidad Rafaela Ishton.
Hacia la década de 1980 quedaban unas 9 personas que habían conocido la vida nómada: Pacheco, Francisco Minkiol —nacido en 1916 en Río Gallegos—, Federico Echelaine —nacido en 1905—, Luis Garibaldi Honte —90 años, nacido en la Isla Grande de Tierra del Fuego—, Segundo Arteaga y Rafaela Ishton Martínez. Anne Chapman cita también a Rosaria Imperial y Alfredo Rupatini. El grado de conocimiento de su lengua variaba en cada caso, aunque probablemente para la segunda década del siglo XXI ya no quede nadie vivo que hable esta lengua como hablante nativo.
El 12 de diciembre de 1996 el Instituto Nacional de Asuntos Indígenas de Argentina reconoció la personería jurídica a la Comunidad Indígena Rafaela lshton de Ushuaia, perteneciente al pueblo selk'nam. El 2 de junio de 1999 murió Virginia Choquintel, la última selk'nam pura (hija de padre y madre selk'nam), aunque no se crio ni convivió con las costumbres de su pueblo. En su honor se bautizó al museo de historia de Río Grande. La Encuesta Complementaria de Pueblos Indígenas (ECPI) 2004-2005, complementaria del Censo Nacional de Población, Hogares y Viviendas 2001 de Argentina, dio como resultado que se reconocieron y/o descienden en primera generación del pueblo ona 696 personas en Argentina (ninguna residiendo en comunidades indígenas), de las cuales 391 vivían en la provincia de Tierra del Fuego, Antártida e Islas del Atlántico Sur; 114 en la Ciudad de Buenos Aires y 24 partidos del Gran Buenos Aires; y 191 en el resto del país.
El Censo Nacional de Población de 2010 en Argentina reveló la existencia de 2761 personas que se autoreconocieron como onas en todo el país, 294 de los cuales en la provincia de Tierra del Fuego, Antártida e Islas del Atlántico Sur.
En Chile fue fundada la Comunidad Covadonga Ona en 2015, reconocida legalmente como Corporación Selk'nam Chile en 2015, que solicitó el reconocimiento del pueblo por parte del Estado en 2020. Su objetivo es «reunir a los integrantes del pueblo selknam, revitalizar la cultura, fortalecer la lengua, costumbres, ceremonias y crear alianzas de colaboración con otros pueblos vulnerados».En octubre de 2023, fue promulgado el reconocimiento legal al pueblo selk'nam, convirtiéndose en el 11.º pueblo indígena oficial del país.

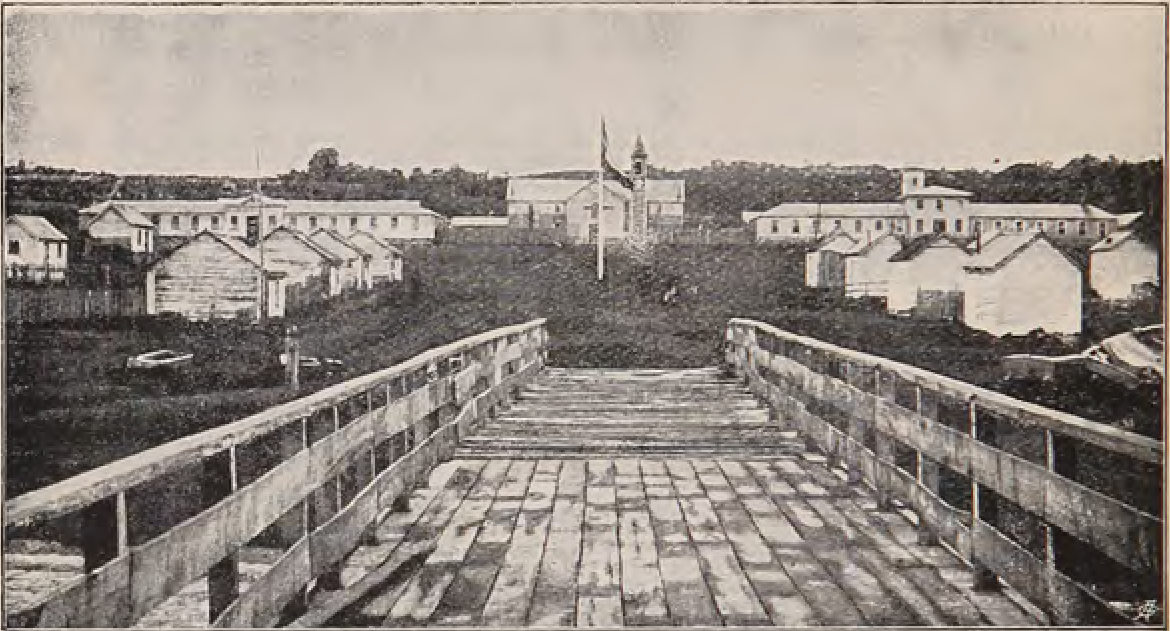
Misión Salesiana de San Rafael en Isla Dawson, recuperada del libro Florecillas Silvestres de Maggiorino Borgatello (1857-1929)

En la capital chilena, Santiago, fue formado como homenaje el equipo Selknam Rugby en 2019.

## Idioma

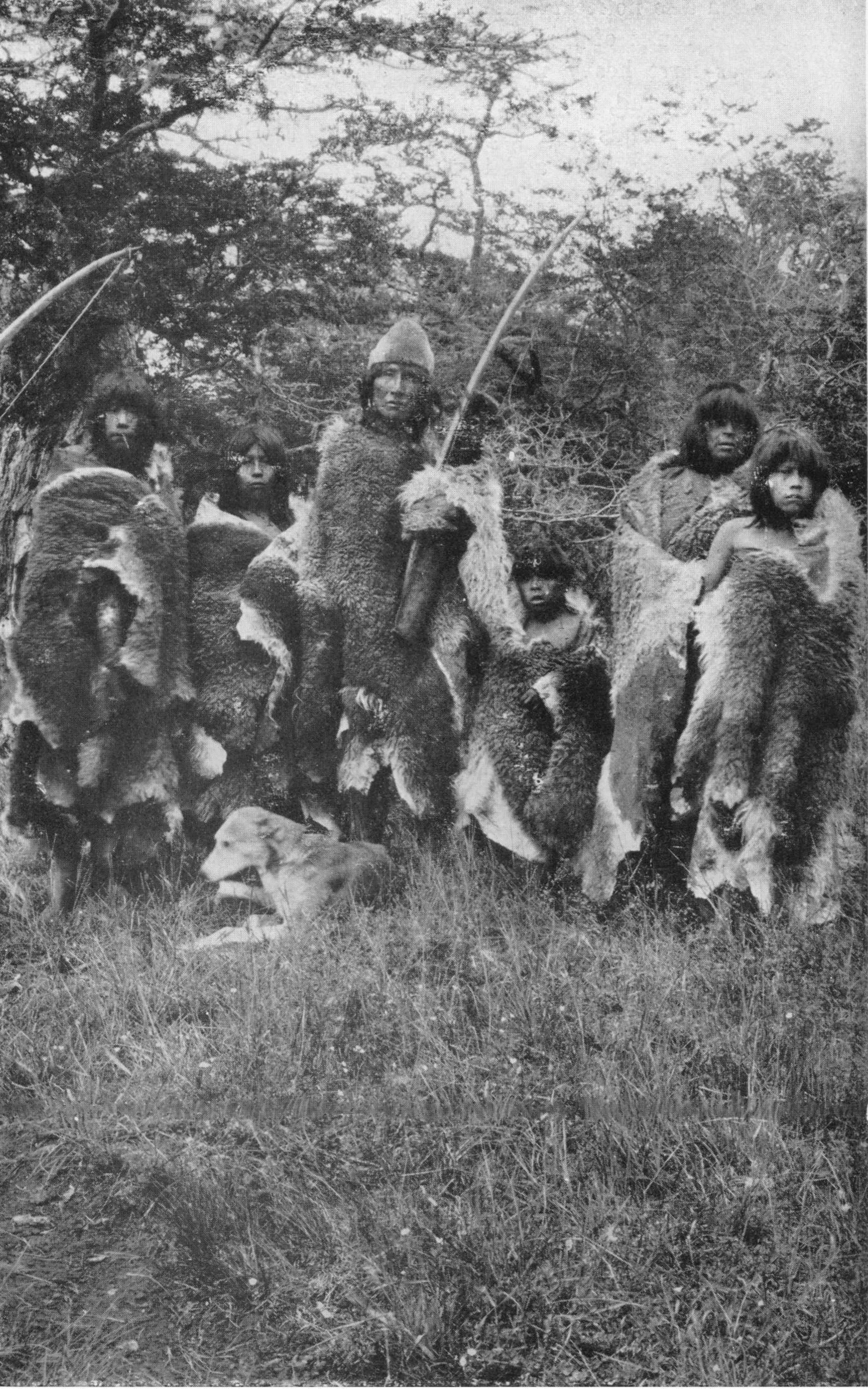
Familia selknam. Fotografía de 1916.

El idioma selk'nam, o selk'nam chan, pertenece a la familia chona, que incluye también al idioma tehuelche y al idioma haush, este último más cercano al selk'nam que el tehuelche. El selk'nam-haush forma la rama austral de las lenguas chonas, que se hablaron en Tierra del Fuego y en las áreas de la Patagonia en torno al estrecho de Magallanes. Las relaciones de la familia chon con otras lenguas de América del Sur siguen siendo un problema abierto. Algunos autores consideran que el gününa këna estaría relacionado con las lenguas chon, mientras que otros conjeturan una relación con la familia pano-takana. Algunas palabras selk'nams conocidas revelan claramente el parentesco con las otras lenguas chon:
- Sol: Krenn
- Luna: Kre'
- Noche: Qawq'n
- Día: Kerren
- Hombre: Ch'óon
- Mujer:  Na'
- Uno: Sóos
- Dos: Sóoke
- Tres: Sawken
- Cuatro: Konè-sóokèy
- Cinco: Kessmarey

## Cultura

### Organización territorial y social

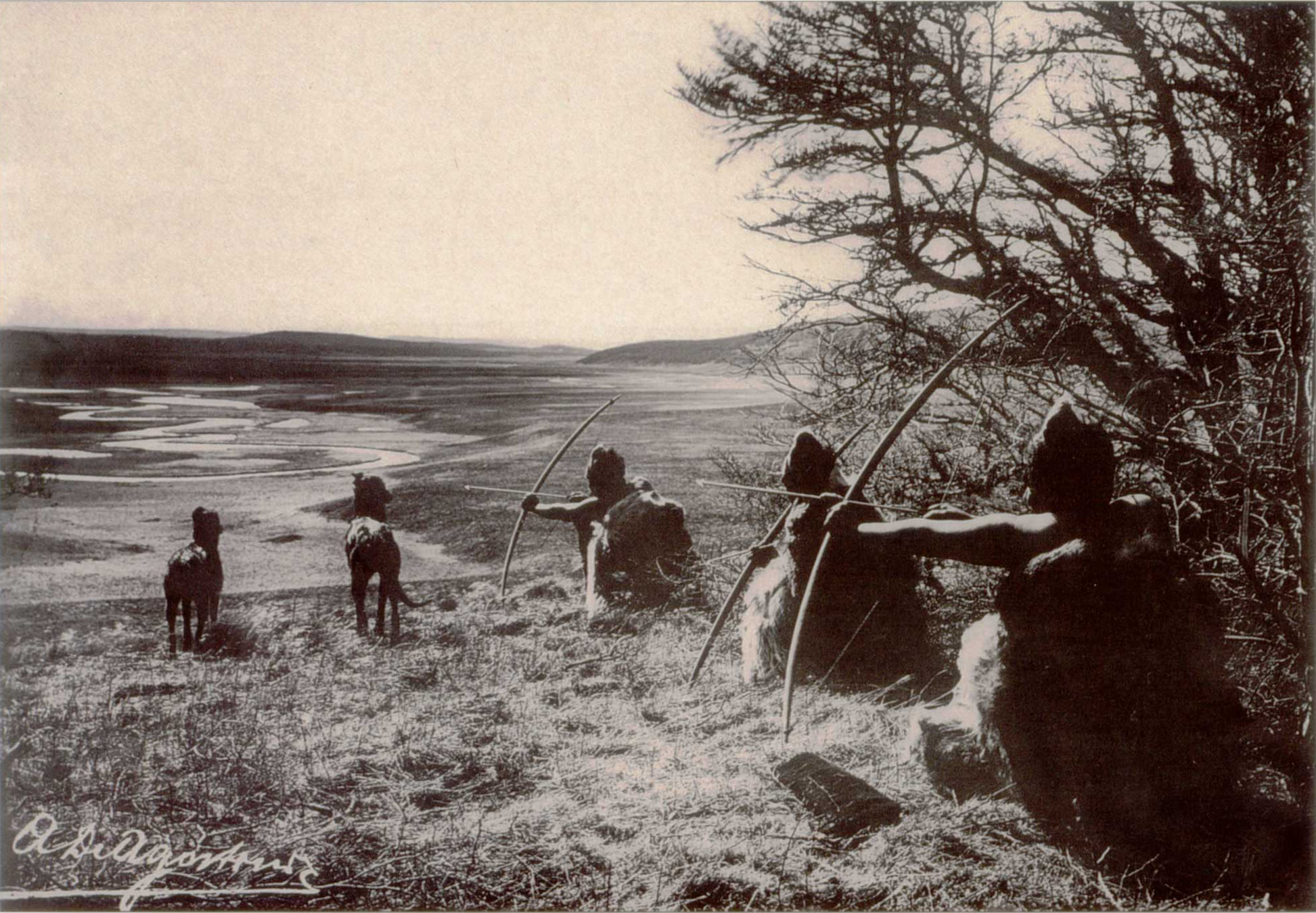
Hombres selknams cazando. A la izquierda de la imagen se observan perros fueguinos, los que eran empleados como ayuda en la cacería.

Los selk'nams estaban divididos en dos grandes grupos: las tribus de las planicies del norte de la Tierra del Fuego, cazadores de cururos y ñandúes, y las de la zona más montañosa del sur de la isla. La base de la organización de los selknams era la familia, padre, madre, hijos, pero a esta se incorporaban los parientes que ocupaban el mismo territorio, unidad social llamada haruwenh. Estas unidades se establecían en muchos territorios perfectamente delimitados, cuyas fronteras eran respetadas usualmente por los haruwenh vecinos.
Formaban clanes patrilineales (familias extendidas que podían tener 3 o 4 generaciones) de 40 a 120 miembros con jurisdicción sobre un territorio de caza. Los hombres tomaban esposas de otros clanes. Eran generalmente monógamos, aunque había empezado a difundirse la poligamia. Era práctica común el casamiento con dos o más hermanas, o con una viuda y su hija. También se aplicaba el levirato, es decir, la costumbre de heredar la viuda del hermano. 
Dada las características insulares del territorio fueguino, el espacio fue organizado en función a su división, por medio de los haruwenh que constituyeron la base de la organización social de los selknams. Cada haruwen se organizó en función a linajes patrilineales exogámicos y patrilocales, y sus límites estaban fijados por la tradición.

Dependiendo de su línea patrilineal, los selknam descendían de un cielo que representaban con rayados ideoplásticos, simbolizando pájaros, animales, peces, vientos, mares o árboles, considerados como sus antiguos howen.
Carlos Vega

Cada haruwenh era un espacio físico específico, dentro del cual obtenían los recursos por medio de la caza y la recolección, lo que necesariamente obligaba a mantener una búsqueda constante de alimentos que contribuía a la vida nómade de los selknams. Cada espacio era respetado por las familias y compartido excepcionalmente por circunstancias especiales, como, por ejemplo, las celebraciones del hain (ceremonia de iniciación), escasez de alimentos, matrimonios, etc.

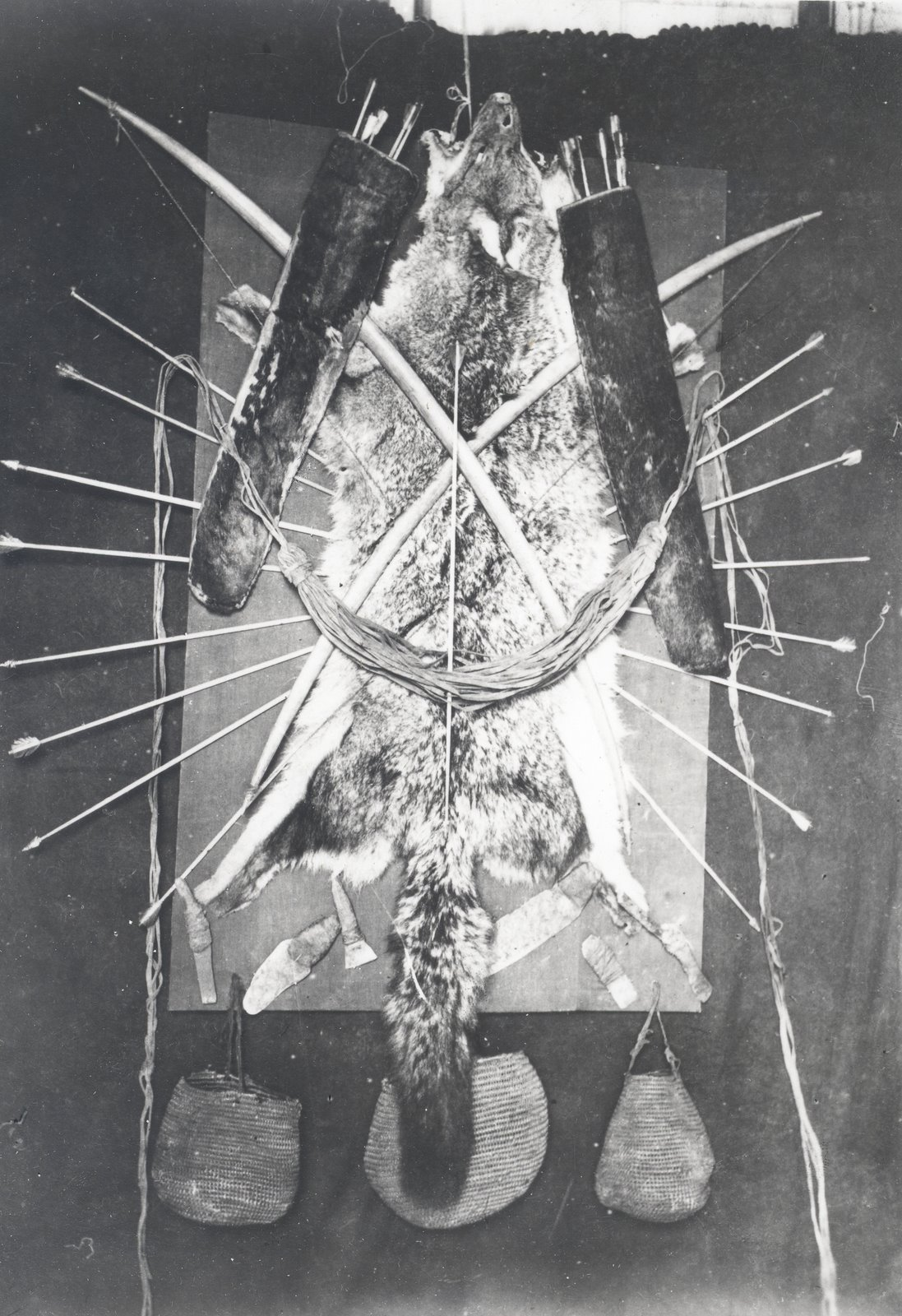
Objetos selknams recolectados por Julius Popper.

La vida nómada de los selknams era similar a la de los cazadores de la Patagonia y de la Pampa. Cada miembro tenía sus obligaciones bien especificadas: el hombre cazaba y confeccionaba las armas, la mujer, labores domésticas, cuidado de los niños, transportaba e instalaba la vivienda. Esta cultura, poseía un amplio mundo espiritual manifestado en ceremonias como el hain, ritual de iniciación en el que se revelaba a los adolescentes ciertos secretos tendientes a preservar su orden social: el patriarcado. Si en sus viajes encontraban una ballena varada o estaban en peligro, empleaban señales de humo para comunicarse entre los grupos.

### La vivienda
Los selknams habitaban dos tipos de viviendas temporales, llamadas kawi, una de forma semicircular y la otra en forma de cono. Medían aproximadamente entre 3,5 a 4,5 m. Eran construidas por las mujeres, en una depresión del terreno o excavando entre 25 a 40 cm y clavando palos con los que formaban una estructura que cubrían con pieles de animales cosidas entre sí. En el centro estaba el fuego y en los bordes se ubicaban pieles con pastos aislantes por debajo que servían para dormir. Los grupos familiares se desplazaban por el territorio en busca de recursos y eran las mujeres quienes se encargaban también de transportar las viviendas que eran fáciles de acarrear e instalar.

### Religión, ritos y creencias

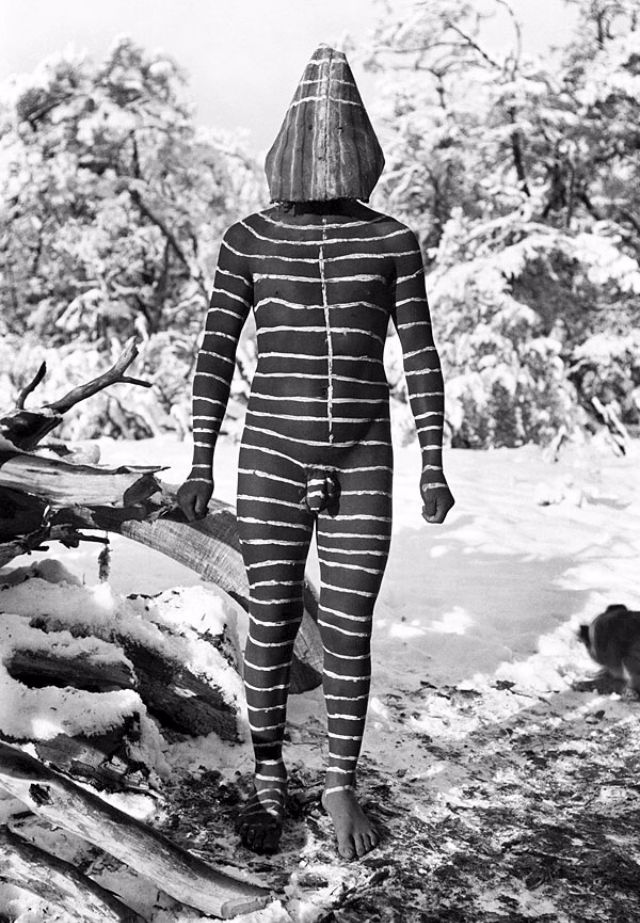
Joven pintado para el rito de iniciación del pueblo Selkʼnam

Los onas celebraban ritos de iniciación masculina durante los cuales los ancianos revelaban los secretos tribales a los jóvenes o klóketen. Tal rito iniciático era llamado h'ain; realizado alrededor de los 18 años, daba a los jóvenes la categoría de adultos. Los ritos se basaban en un mito que narraba cómo en un tiempo mítico las mujeres mantenían dominados a los hombres disfrazándose de espíritus y cómo Sol descubrió la impostura y todas las mujeres, excepto su esposa Luna, fueron asesinadas y que desde entonces los hombres se apropiaron del engaño y continuaban representándolo para dominar a su vez a las mujeres. Si a muchos observadores externos les puede llamar la atención la pintura corporal, sorprendieron aún más a los testigos presenciales por las durísimas pruebas -en especial de resistencia física- a que eran sometidos los iniciados.[cita requerida]
Temáukel era la denominación de una gran entidad sobrenatural que consideraban mantenía ordenado al mundo, aunque la deidad creadora del mundo era llamada Kénos o Quénos. El sol y la luna, a los que llamaban Krenn y Kreen, tenían gran importancia para ellos; siendo el sol el esposo de la luna, y quién corría tras ella para castigarla, pero sin alcanzarla. También podemos mencionar a K'aux, un personaje mitológico que veló por el orden y las buenas actitudes de los miembros de cada tribu, y el que inculcó todas y cada una de las leyes a los selknams; y quién junto a su sobrino Táiyin, derrotó al cruel espíritu Táita.
Los "chamanes", llamados xo'on, ayudaban a los cazadores y curaban enfermedades. Recibían su poder de los espíritus de los chamanes muertos, quienes se les aparecían en sueños. A los muertos se les enterraba superficialmente y la familia abandonaba el lugar y quemaban sus pertenencias ya que había que olvidar en la tierra al difunto. Los selknams tenían la creencia que después de la muerte se les llevaba a un juicio celestial en presencia de todos los dioses.[cita requerida] Si ellos no deseaban que el difunto ingresara a su reino y gozara de vida eterna (ya sea por mala conducta o por faltar alguna ley), debía castigárseles llevándolo a los infiernos, donde la diosa de los infiernos, el caos y las malas actitudes, Xalpen, lo esperaba para hacerle sentir sufrimiento y dolor por la eternidad. Los selknams creían además que la diosa Xalpen recurría a sus dioses guerreros, los Shoort, para llevar a cabo sus planes de caos y destrucción.

### Alimentación

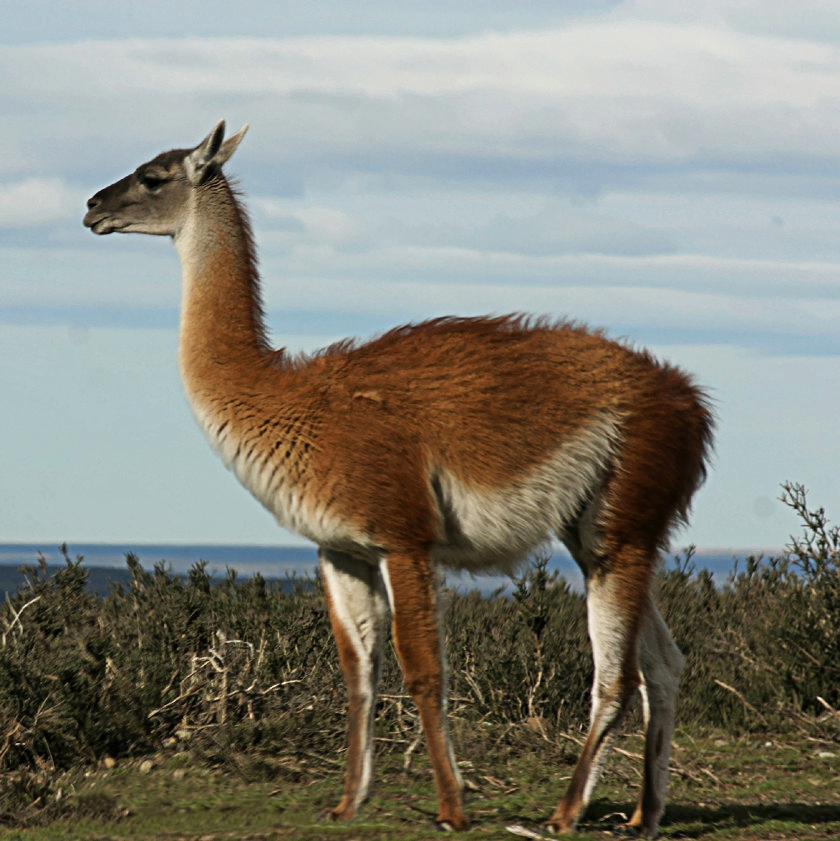
El guanaco es un animal de fuerte presencia en la Patagonia.

Los selknams se alimentaban de aves, guanacos, y tucutucus, lo que los habitantes de haruwen costeros complementaban con la recolección de productos marinos, como mariscos que encontraban en la playa o alguna ballena varada; y de frutos silvestres como los del calafate y la chaura.
La búsqueda de alimento significaba la vida cotidiana. Conseguir comida era tarea de los varones, quienes se volvieron diestros en el uso del arco y la flecha, necesario para cazar el esquivo guanaco. Como ellos debían andar siempre al acecho, las mujeres cuidaban la casa, consumían mariscos si el hambre obligaba a hacerlo y, durante los traslados, cargaban las tiendas en bolsas de cuero y cestos de juncos, junto con los utensilios y los hijos que aún no caminaban.

### Herramientas

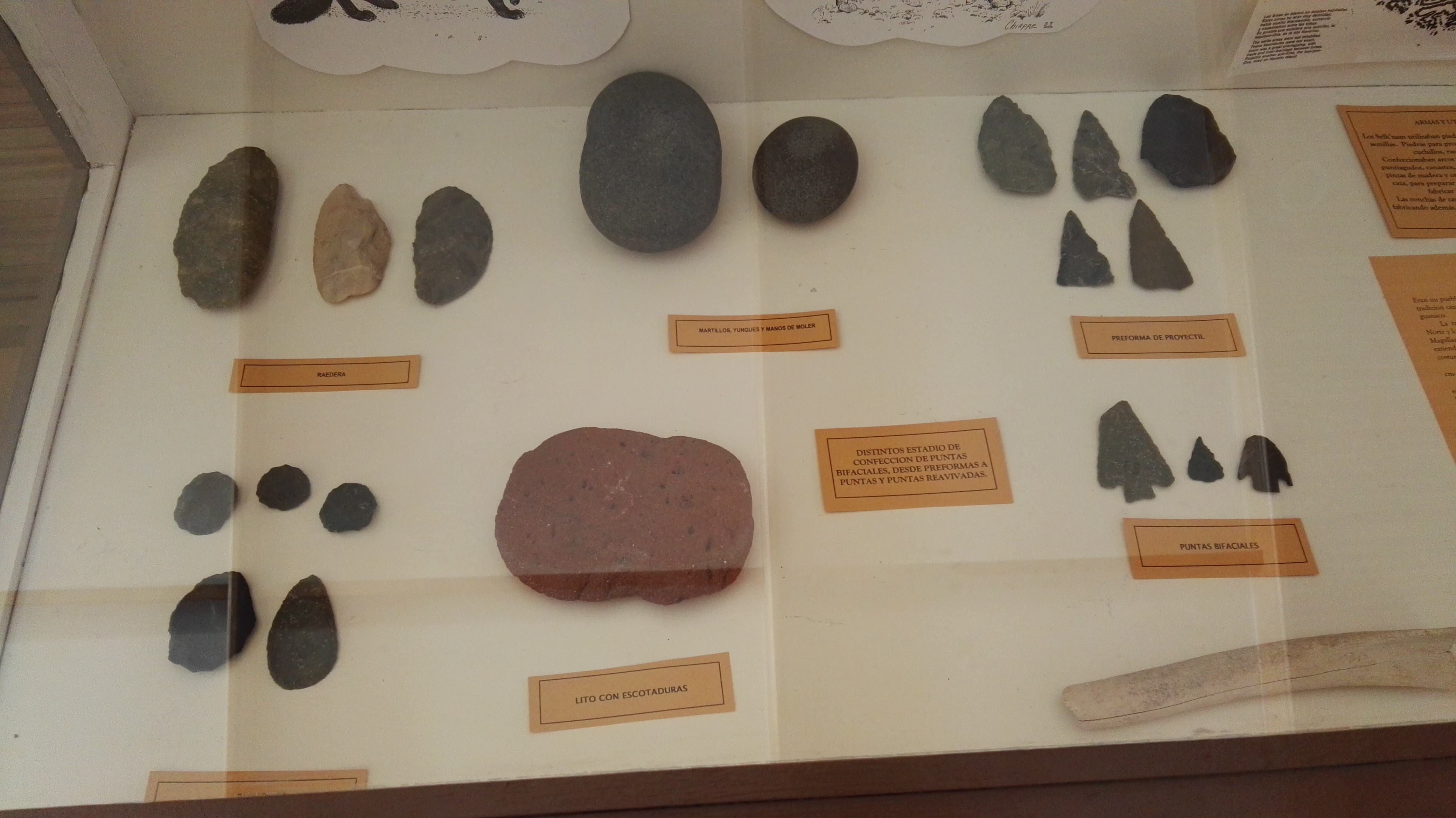
Armas y herramientas elaboradas por el pueblo selknam, exhibidas en el Museo Municipal Fernando Cordero Rusque de Porvenir.

Los selknams fabricaban herramientas de piedra, hueso y madera. Su principal arma eran el arco y la flecha. También empleaban la honda y el arpón. Existen indicios de que ya hacia el año 6000 a. C. los cazadores selknams utilizaron boleadoras esféricas para cazar y herramientas para manipular los alimentos.

### Vestimenta

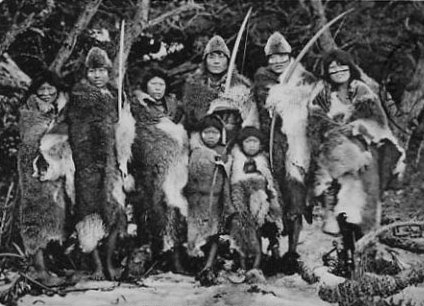
Para mitigar el frío los selknam se cubrían con pieles y calzaban zapatos de piel de guanaco.

Los selknams se cubrían con una capa, que a veces podía ser de guanaco, zorro o cururo, al igual que para el calzado, que los cubría desde el cuello hasta las rodillas. La empleaban con el pelo hacia fuera y la llamaban chonhkoli. Bajo esta capa los varones no llevaban otra vestimenta y las mujeres usaban una prenda para cubrirse los genitales. Usaban mocasines, calzado fabricado con la piel de las extremidades del guanaco, cosidos con el pelo hacia fuera. Durante la cacería, los hombres solían llevar un triángulo de piel de guanaco atado a la frente, con propósitos mágicos.
La pintura corporal era muy importante en la ceremonia del hain y en la vida cotidiana se empleaba pintura facial. La utilización de la pintura corporal tenía una doble finalidad: por una parte, protegía al cuerpo de los rigores del clima y, por otra, era un adorno que reflejaba un estado de ánimo.